# Craig Weller
Craig Weller (* 17. März 1981 in Calgary, Alberta) ist ein ehemaliger kanadischer Eishockeyspieler, der im Verlauf seiner aktiven Karriere zwischen 2000 und 2013 unter anderem 95 Spiele  für die Phoenix Coyotes und Minnesota Wild in der National Hockey League (NHL) auf der Position des rechten Flügelstürmers bzw. Verteidigers bestritten hat. Darüber hinaus absolvierte Weller weitere 410 Partien in der American Hockey League (AHL) und stand je eine Spielzeit beim EC VSV in der österreichischen Erste Bank Eishockey Liga (EBEL) sowie beim ERC Ingolstadt in der Deutschen Eishockey Liga (DEL) unter Vertrag.

## Karriere
Craig Weller verbrachte zwei Jahre bei den Calgary Canucks in der Alberta Junior Hockey League (AJHL) und wurde anschließend im NHL Entry Draft 2000 in der fünften Runde als insgesamt 167. Spieler von den St. Louis Blues aus der National Hockey League (NHL) ausgewählt, für die er allerdings nie spielte. Zunächst begann er die Saison 2000/01 in der Eishockeymannschaft der University of Minnesota Duluth, die er jedoch bereits nach sechs Spielen wieder verließ, um am 7. Januar 2001 einen Vertrag bei den Kootenay Ice aus der Western Hockey League (WHL) zu unterschreiben. Mit den Ice gewann er 2002 sowohl den President’s Cup für die WHL-Meisterschaft als auch den Memorial Cup für den Sieger der Meisterschaft der Canadian Hockey League (CHL). 
Nach diesem Erfolg verpflichteten die New York Rangers den Angreifer, der jedoch in den folgenden fünf Jahren ausschließlich für deren Farmteams, das Hartford Wolf Pack aus der American Hockey League (AHL), und in der Saison 2002/03 zusätzlich für die Charlotte Checkers aus der East Coast Hockey League (ECHL) spielte. Im Sommer 2007 unterschrieb der Rechtsschütze einen Vertrag bei den Phoenix Coyotes, für die er in der folgenden Spielzeit sein Debüt in der NHL gab. Nach nur einem Jahr verließ er das Franchise jedoch bereits wieder, um für deren Ligarivalen, die Minnesota Wild, aufzulaufen. In der Saison 2008/09 kam er zu 36 Einsätzen für die Minnesota Wild, schoss ein Tor und sammelte drei Punkte. Weller spielte die gesamte Saison 2009/10 in der American Hockey League und begann die Saison bei den Houston Aeros. Am 18. Oktober 2009 wurde er zu den Boston Bruins transferiert, wo er in der Folge im Farmteam Providence Bruins einen Stammplatz innehatte. Kurz vor Trade Deadline wurde er am 3. März 2010 zu den Florida Panthers transferiert, wo er allerdings erneut nicht den Sprung ins NHL-Team schaffte.
Im November 2010 unterschrieb er einen Vertrag beim walisischen Hauptstadtklub Cardiff Devils in der britischen Elite Ice Hockey League (EIHL). Mit diesen absolvierte der inzwischen zum Verteidiger umgeschulte Weller eine ausgezeichnete Spielzeit und erzielte 54 Scorerpunkte in 45 Begegnungen. Neben der Nominierung ins First All-Star Team der Liga wurde Weller als Verteidiger des Jahres sowie als Spieler des Jahres der EIHL ausgezeichnet. Anfang Juni 2011 einigte er sich mit dem EC VSV aus der österreichischen Erste Bank Eishockey Liga (EBEL) auf einen Einjahreskontrakt für die Spielzeit 2011/12. Anschließend wurde der Kanadier vom ERC Ingolstadt aus der Deutschen Eishockey Liga (DEL) verpflichtet. Nach der Saison 2012/13 beendete der 32-Jährige seine aktive Karriere als Profi.

## Erfolge und Auszeichnungen
| - 2002 WHL West Second All-Star-Team - 2002 President’s-Cup-Gewinn mit den Kootenay Ice - 2002 Memorial-Cup-Gewinn mit den Kootenay Ice | - 2011 EIHL First All-Star Team - 2011 EIHL Defenceman of the Year - 2011 EIHL Player of the Year |

## Karrierestatistik
(Legende zur Spielerstatistik: Sp oder GP = absolvierte Spiele; T oder G = erzielte Tore; V oder A = erzielte Assists; Pkt oder Pts = erzielte Scorerpunkte; SM oder PIM = erhaltene Strafminuten; +/− = Plus/Minus-Bilanz; PP = erzielte Überzahltore; SH = erzielte Unterzahltore; GW = erzielte Siegtore; 1 Play-downs/Relegation; Kursiv: Statistik nicht vollständig)